# أوه مين كيون
أوه مين كيون (هانغل: 오민근) مواليد 15 أغسطس 1962 في سول، هو ملاكم محترف كوري جنوبي معتزل كان يصنف ضمن فئة وزن الريشة. حقق بطولة الاتحاد الدولي للملاكمة.

## إحصائيات
خاض خلال مسيرته 20 نزالا، فاز في 16 ولم يتعادل وخسر في 4. فاز بالضربة القاضية في 6 نزالات.

## روابط خارجية
- أوه مين كيون على موقع بوكس ريك (الإنجليزية) (registration required)